# チャタテムシ
チャタテムシ（茶立虫）は、昆虫綱咀顎目（Psocodea）のうち、寄生性のシラミ、ハジラミ以外の微小昆虫の総称。
側系統だが、かつてはチャタテムシ目（噛虫目、Psocoptera）に分類された。チャタテムシ目は現在でも便宜的に使われるが、亜目などに格下げされたのではなく、正式な分類群としては認められていない。
有翅のものと無翅のものがいる。咀嚼口式で、触角は糸状である。有翅のものでは体長より長い。
江戸時代、この虫が障子に止まって発音すると障子紙に共鳴して茶筅で茶を点てるような音がしたことからこの名が付いたという。

## 特徴

### 無翅のチャタテムシ
コチャタテ科、コナチャタテ科などの昆虫などで無翅である。体長は1 - 2ミリメートル程度、形状がシロアリなどに似て、頭部が相対的に大きい。コナチャタテ科のものでは雄と雌で体長にかなりの差がある。

### 有翅のチャタテムシ
チャタテムシ科、ホシチャタテ科などで有翅である。体長は3 - 7ミリメートルほどで、前翅のほうが大きい。カビや地衣類などを食べる。ウンカやショウジョウバエと間違えられることもあるが、本体の形状がそれらとは著しく異なるため、区別できる。

## 分類
- チャタテ亜目 Psocomorpha（24科 約3,600種）
  - ケチャタテ下目 Caeciliusetae - ケブカチャタテ科 Amphipsocidae、Asiopsocidae、ケチャタテ科 Caeciliusidae、Dasydemellidae、ホソチャタテ科 Stenopsocidae
  - ケチャタテモドキ下目 Epipsocetae - Cladiopsocidae、Dolabellopsocidae、ケチャタテモドキ科 Epipsocidae、Neurostigmatidae、Ptiloneuridae
  - Homilopsocidea - Archipsocidae、Bryopsocidae、Calopsocidae、ウスイロチャタテ科 Ectopsocidae、Elipsocidae、ヒメチャタテ科 Lachesillidae、マルチャタテ科 Mesopsocidae、マドチャタテ科 Peripsocidae、クロフチャタテ科 Philotarsidae、ニセケチャタテ科 Pseudocaeciliidae、Trichopsocidae
  - チャタテ下目 Psocetae - ホシチャタテ科 Myopsocidae、Psilopsocidae、チャタテ科 Psocidae
- コナチャタテ亜目 Troctomorpha（9科）
  - ウロコチャタテ下目 Amphientometae - ウロコチャタテ科 Amphientomidae、Compsocidae、Electrentomidae、Musapsocidae、Protroctopsocidae、Troctopsocidae
  - Nanopsocetae - コナチャタテ科 Liposcelididae、フトチャタテ科 Pachytroctidae、Sphaeropsocidae
- コチャタテ亜目 Trogiomorpha（7科 約340種）
  - Atropetae - Archaeotropidae、Empheriidae、ビロウドチャタテ科 Lepidopsocidae、Psoquillidae、コチャタテ科 Trogiidae
  - Psocathropetae - Prionoglarididae、セマガリチャタテ科 Psyllipsocidae

コナチャタテ亜目は側系統、他の2亜目は単系統である。
系統については咀顎目を参照。

## 人間との関わり
博物館・美術館・資料館の展示ケース、住居の書棚や押し入れなどにもみられ、書物、食品、乾燥した動植物標本などを食害する害虫として知られる。段ボールのように厚紙が層をなしている中に生息し、段ボール箱とともに倉庫など保管場所から持ち込まれる。しばしば大発生してかなりの被害をもたらすこともある。